# كونان-كو
كونان-كو (باليابانية: 江南区) هو حي في اليابان، يقع في نيغاتا، بلغ عدد سكانه 68,589 نسمة وذلك حسب إحصائيات سنة 2018، تبلغ مساحته 107.92 كيلومتر مربع.